# Fressac
Fressac település Franciaországban, Gard megyében. Lakosainak száma 161 fő (2022. január 1.). Fressac Durfort-et-Saint-Martin-de-Sossenac, Monoblet és Saint-Félix-de-Pallières községekkel határos.

## Népesség
A település népességének változása:
| Lakosok száma | 58   | 71   | 81   | 116  | 192  | 192  | 162  | 157  | 157  | 161  |
|               | 1968 | 1982 | 1990 | 2006 | 2013 | 2015 | 2017 | 2019 | 2020 | 2022 |